# Rhaphiochaeta breviseta
Rhaphiochaeta breviseta är en tvåvingeart som först beskrevs av Zetterstedt 1838.  Rhaphiochaeta breviseta ingår i släktet Rhaphiochaeta och familjen parasitflugor. Arten är reproducerande i Sverige. Inga underarter finns listade i Catalogue of Life.